# Окампо (Тамаулипас)
Ока́мпо (исп. Ocampo) — город в Мексике, в штат Тамаулипас, входит в состав одноимённого муниципалитета и является его административным центром. Численность населения, по данным переписи 2010 года, составила 5095 человек.

## История
Поселение было основано 19 мая 1749 года Хосе Эскандоном с названием Санта-Барбара.
В 1869 года поселение было переименовано в Окампо, в честь мексиканского политика Мельчора Окампо.
В 1898 году поселению был присвоен статус города.